# Rueil Pro Basket
Le Rueil Pro Basket était le club de basket professionnel masculin de la ville de Rueil-Malmaison, évoluant des saisons 1997-98 à 2004-05 en Pro B. Le club pro a déposé le bilan le 13 janvier 2005.
Depuis lors, c'est en tant que club amateur sous les couleurs d'origine du R.A.C. Basket (Rueil Athletic Club) que l'équipe rueilloise rejoue.

## Historique et Palmarès
- 1997

Champion de France Nationale 2 : Accession à la Pro B
- 1992

Champion de France Nationale 3 : Accession à la Nationale 2
- 1987

Champion de France Nationale 4 : Accession à la Nationale 3
- 1985

Premier du Championnat d'Excellence Région : Accession à la Nationale 4

### Saison 2004-2005
Joueurs
- Salomon Sami (arrière)
- Ted Berry (meneur)
- William Gradit (arrière)
- Lesly Bengaber (meneur)
- Rény Hannibal (intérieur)
- Dejan Ristic (intérieur)
- Kevin Lescot (ailier)
- Stéphane Freitas (meneur)
- Brian Edwards (ailier)
- David Condouant (intérieur)
- Joseph Isaac Joe Williams (pivot/intérieur)

Équipe technique
- Entraîneur : Olivier Garry
- Entraîneur adjoint : Julien Hervy
- Statisticiens : Mathieu Marquer et Guillaume Chatelain

### Joueurs et entraîneurs marquants
- Tariq Kirksay
- Amara Sy
- Antoine Mendy
- Thomas Dubiez
- Nikola Dačević
- Kyle Milling
- Steve Pellan
- Frédéric Moncade
- Rony Coco
- Frédéric Sarre, entraineur
- Philippe Namyst, entraineur